# Italian Open 2002 (теніс)
Italian Open 2002 (також відомий як Rome Masters 2002) — тенісний турнір, що проходив на відкритих кортах з ґрунтовим покриттям. Це був 59-й за ліком Відкритий чемпіонат Італії. Належав до серії Tennis Masters в рамках Туру ATP 2002, а також до серії Tier I в рамках Туру WTA 2002. І чоловічий і жіночий турніри відбулись у Foro Italico в Римі (Італія). Чоловічий турнір тривав з 6 до 12 травня 2002 року, а жіночий - з 13 до 19 травня 2002 року.

## Фінальна частина

### Одиночний розряд, чоловіки
Андре Агассі —  Томмі Гаас 6–3, 6–3, 6–0
- Для Агассі це був 3-й титул за сезон і 53-й - за кар'єру. Це був його 2-й титул Мастерс за сезон і 14-й - за кар'єру.

### Одиночний розряд, жінки
Серена Вільямс —  Жустін Енен-Арденн 7–6(8–6), 6–4
- Для Вільямс це був 3-й титул за сезон і 14-й — за кар'єру. Це був її 2-й титул Tier I за сезон і 5-й — за кар'єру.

### Парний розряд, чоловіки
Мартін Дамм /  Цирил Сук —  Вейн Блек /  Кевін Ульєтт 7–5, 7–5
- Для Дамма це був 2-й титул за сезон і 22-й - за кар'єру. Для Сука це був 2-й титул за сезон і 24-й - за кар'єру.

### Парний розряд, жінки
Вірхінія Руано Паскуаль /  Паола Суарес —  Кончіта Мартінес /  Патрісія Тарабіні 6–3, 6–4
- Для Руано Паскуаль це був 3-й титул за сезон і 16-й — за кар'єру. Для Суарес це був 3-й титул за сезон і 23-й — за кар'єру.